# أموس الونزو ستاغ
أموس الونزو ستاغ (بالإنجليزية: Amos Alonzo Stagg) (و. 1862 – 1965 م) هو لاعب كرة قاعدة، ومدرب كرة سلة، ولاعب كرة السلة، ولاعب كرة قدم أمريكية، من الولايات المتحدة، ولد في ويست أورنج، يلعب كطرف ضيق ‏، توفي في ستوكتون، كاليفورنيا، عن عمر يناهز 103 عاماً.

## التعليم
تعلم في جامعة ييل، وكلية اللاهوت في جامعة ييل ‏، وأكاديمية فيليبس إكستر.

## وصلات خارجية
- أموس الونزو ستاغ على موقع كلية كرة السلة في سبورتس رفرنس.كوم (الإنجليزية)

- أموس الونزو ستاغ على موقع IMDb (الإنجليزية)
- أموس الونزو ستاغ على موقع الموسوعة البريطانية (الإنجليزية)
- أموس الونزو ستاغ على موقع إن إن دي بي (الإنجليزية)